# Stebbins (Alaska)
Stebbins (in yupik centrale: Tapraq, in inupiaq: Tapqaq; Atqa.wik) è una città situata nella Census Area di Nome, in Alaska, Stati Uniti d'America. Al censimento del 2010, la popolazione era di 556 abitanti, in aumento rispetto ai 547 registrati nel 2000.

## Geografia
Stebbins si trova a 63°30′43″N 162°16′29″W (63.511893, -162.274632), sul lato nord dell'isola di St. Michael, che si trova a sua volta sul lato sud del Norton Sound, nell'Alaska occidentale.
Secondo lo Ufficio del censimento degli Stati Uniti d'America, la città ha una superficie totale di 36,9 miglia quadrate (96 km²), delle quali 35,2 miglia quadrate (91 km²) sono terraferma e 1,7 miglia quadrate (4,4 km²), pari al 4,71%, sono coperte da acque.

## Demografia
Stebbins comparve per la prima volta nel censimento statunitense del 1940 come villaggio non incorporato. La sua incorporazione formale avvenne nel 1969.
Secondo il censimento del 2000, la città contava 547 abitanti, 123 nuclei familiari e 104 famiglie residenti. La densità di popolazione era di 15,6 abitanti per miglio quadrato (6,0/km²). Le unità abitative erano 134, con una densità media di 3,8 per miglio quadrato (1,5/km²). La composizione razziale della città era del 5,12% bianchi, 0,18% neri o afroamericani, 93,97% nativi americani e 0,73% di due o più razze.
Tra le 123 famiglie, il 64,2% aveva figli sotto i 18 anni, il 47,2% erano coppie sposate conviventi, l’11,4% era costituito da donne capofamiglia senza marito presente e il 15,4% da famiglie non tradizionali. Il 12,2% di tutte le famiglie era composto da individui, e lo 0,8% aveva una persona che viveva da sola di età pari o superiore ai 65 anni. La dimensione media del nucleo familiare era di 4,45 persone, mentre quella media delle famiglie era di 4,86 persone.
La distribuzione per età della popolazione mostrava il 47,2% sotto i 18 anni, il 12,4% tra i 18 e i 24, il 22,1% tra i 25 e i 44, il 13,7% tra i 45 e i 64, e il 4,6% di 65 anni o più. L’età media era di 20 anni. Per ogni 100 donne, c’erano 115,4 uomini; per ogni 100 donne di età superiore ai 18 anni, c’erano 114,1 uomini.
Il reddito mediano per nucleo familiare era di 23 125 dollari, mentre per famiglia era di 28 214 dollari. Gli uomini avevano un reddito medio di 33.125 dollari, rispetto ai 20 000 dollari delle donne. Il reddito pro capite della città era di 8 249 dollari. Circa il 40,4% delle famiglie e il 41,9% della popolazione vivevano sotto la soglia di povertà, inclusi il 45,5% dei minori di 18 anni e il 33,3% degli over 65.

## Istruzione
Stebbins è servita dal distretto scolastico Bering Strait School District. La Tukurngailnguq School, che ospitava le classi dalla materna alla dodicesima, era l’unica scuola della città fino a quando è stata distrutta da un incendio il 26 giugno 2024. Il Dipartimento della Pubblica Sicurezza dell’Alaska ha rilasciato un rapporto sull’incidente, ma non ha identificato la causa del rogo. Gli studenti sono attualmente trasportati in autobus a St. Michael, la città vicina, per frequentare la scuola, mentre è in costruzione una nuova struttura.

## Governo cittadino
Un rapporto del luglio 2019 ha rivelato che tutti gli agenti di polizia della città, incluso il capo della polizia, hanno precedenti penali consistenti (compresi reati di violenza domestica) e solo uno di loro ha ricevuto una formazione adeguata.

## Storia
Un forte russo, il Redoubt St. Michael, fu costruito nel vicino villaggio di St. Michael dalla Compagnia russo-americana nel 1833. Il nome Stebbins fu registrato per la prima volta nel 1900; il nome yupik del villaggio è Tapraq. Il primo censimento nell’area, nel 1950, contava 80 Yupik residenti a Stebbins. La città fu incorporata il 15 luglio 1969.
L’economia di Stebbins dipende dalla pesca commerciale, principalmente di aringhe e altri pesci, e dalla pesca di sussistenza, dal giardinaggio e dalla caccia, integrati da lavori part-time. La caccia riguarda foche, trichechi, caribù e beluga. Il governo cittadino e la scuola, che conta circa 200 studenti, offrono le uniche posizioni lavorative a tempo pieno.
Il Progetto Stebbins/St. Michael Reindeer Corral fu completato nel 1993 per una mandria sull’isola Stuart, poco a nord di Stebbins. Attualmente, i cervi sono non gestiti.
Nel settembre 2022, una tempesta provocò allagamenti significativi e danni alle proprietà. Un incendio nel novembre 2022 distrusse l’unico negozio della città. Nel giugno 2024, un incendio scoppiò in un negozio vicino alla scuola Tukurngailnguq. Il negozio, la scuola e diversi altri edifici vicini furono distrutti.